# Cryptoperla japonica
Cryptoperla japonica is een steenvlieg uit de familie Peltoperlidae. De wetenschappelijke naam van de soort is voor het eerst geldig gepubliceerd in 1912 door Okamoto.